# The Masterpieces (álbum de Gregorian)
The Masterpieces es un álbum que la banda Gregorian lanzó en Alemania y otros países en 2005 en dos formatos: CD (grabado en estudio) y DVD (grabado en directo en Praga).

## Lista de canciones
| CD grabación en estudio |                                          |          |  |
| N.º                     | Título                                   | Duración |  |
| 1.                      | «The Gregorian Masterpieces Intro»       | 0:47     |  |
| 2.                      | «Losing My Religion»                     | 4:59     |  |
| 3.                      | «Brothers In Arms»                       | 5:02     |  |
| 4.                      | «The Gregorian Masterpieces Interlude 1» | 0:51     |  |
| 5.                      | «Tears In Heaven»                        | 4:43     |  |
| 6.                      | «Moment Of Peace»                        | 3:55     |  |
| 7.                      | «The Gregorian Masterpieces Interlude 2» | 1:23     |  |
| 8.                      | «Hymn»                                   | 5:06     |  |
| 9.                      | «Join Me»                                | 4:06     |  |
| 10.                     | «The Gregorian Masterpieces Interlude 3» | 0:58     |  |
| 11.                     | «Sacrifice»                              | 4:44     |  |
| 12.                     | «The Gift»                               | 4:17     |  |
| 13.                     | «The Gregorian Masterpieces Interlude 4» | 0:32     |  |
| 14.                     | «Bridge Over Troubled Water»             | 4:46     |  |
| 15.                     | «The Gregorian Masterpieces Interlude 5» | 0:55     |  |
| 16.                     | «The Raven»                              | 4:11     |  |
| 17.                     | «Hurt»                                   | 5:16     |  |
| 18.                     | «The Gregorian Masterpieces Outro»       | 1:05     |  |

| CD grabación en directo (temas extra) |                       |          |  |
| N.º                                   | Título                | Duración |  |
| 19.                                   | «With Or Without You» | 5:55     |  |
| 20.                                   | «Stairway To Heaven»  | 9:04     |  |

| DVD grabación en directo en Praga |                             |          |  |
| N.º                               | Título                      | Duración |  |
| 1.                                | «The Dark Opening»          | 2:00     |  |
| 2.                                | «Brothers In Arms»          | 5:07     |  |
| 3.                                | «Tears In Heaven»           | 4:50     |  |
| 4.                                | «Nothing Else Matters»      | 6:13     |  |
| 5.                                | «Wish You Were Here»        | 4:38     |  |
| 6.                                | «Only You»                  | 4:20     |  |
| 7.                                | «Close My Eyes Forever»     | 5:29     |  |
| 8.                                | «Voyage Voyage»             | 4:52     |  |
| 9.                                | «Hurt»                      | 5:31     |  |
| 10.                               | «Blue Monday»               | 3:38     |  |
| 11.                               | «Where The Wild Roses Grow» | 4:27     |  |
| 12.                               | «The Raven»                 | 4:16     |  |
| 13.                               | «Flame Interlude»           | 2:10     |  |
| 14.                               | «Angels»                    | 5:03     |  |
| 15.                               | «More»                      | 4:58     |  |
| 16.                               | «Moment Of Peace»           | 4:04     |  |
| 17.                               | «Hymn»                      | 5:10     |  |